# Rupel (priimek)
Rupel je priimek več znanih Slovencev:
- Aldo Rupel (*1941), pisatelj, športni pedagog in prevajalec
- Aljoša (Aleš) Rupel (1947?), vrhovni sodnik
- Anja Rupel (*1966), pop-pevka, radijska napovedovalka
- Barbara Rupel (*1951), umetnostna zgodovinarka, galeristka
- Bruno Rupel (*1942), športni novinar, publicist, narodni delavec v zamejstvu
- Dimitrij Rupel (*1946), politik, diplomat, sociolog, esejist, pisatelj, dramatik, univ. profesor
- Drago Rupel (1904—1943), antifašist, član organizacije TIGR, obsojen na Tržaškem procesu
- Fedja Rupel (1937—2021), flavtist, profesor AG
- Karlo Rupel (1907—1968), violinist, profesor AG, glasbeni šolnik
- Matej Rupel (*1962), fotograf (naravoslovni)
- Matija Rupel (*1989), gledališki igralec (Ts)
- Mirko Rupel (1901—1963), literarni zgodovinar, jezikoslovec in bibliotekar
- Nada Rupel, por. Cavazza (1910—?), slavistka; od 1954 živela v Italiji
- Niko Rupel (1931/2—2017), slavist, etnološki raziskovalec, prof.
- Nina Rupel, oblikovalka, ilustratorka?
- Slavko Rupel (1921—2002), pravnik, publicist, literarni kritik
- Tadej Rupel (*1971), diplomat
- Valentina Prevolnik Rupel (*1971), zdravstvena ekonomistka, državna sekretarka